# Animals as Leaders
Animals as Leaders — американский музыкальный коллектив, исполняющий инструментальную музыку в стиле прогрессивный метал. Группа была создана в поддержку своего соло-проекта Тосином Абаси (Tosin Abasi), игравшим ранее в группе Reflux. Название группы было вдохновлено новеллой «Измаил» Дэниэла Куинна, касающейся вопросов антропоцентризма.

## История группы
Animals as Leaders образовались после распада металкор группы Reflux гитариста Тосина Абаси. Лейбл Prosthetic Records попросил его создать сольный альбом для них. Сначала он отказался, но через год принял предложение и занялся сольным проектом. Название было навеяно романом Дэниела Куинна «Измаил», основная идея которого — антропоцентризм. Абаси придумал это название как напоминание о том, что все мы по сути животные.
Дебютный одноименный альбом вышел в апреле 2009 года на Prosthetic Records.
В 2010 году группа много гастролировала. На фестивале Summer Slaughter Tour в 2010 году выступали вместе с такими группами как Decapitated, Vital Remains, Carnifex, The Faceless, All Shall Perish, The Red Chord, Cephalic Carnage, Veil of Maya и Decrepit Birth.
26 мая 2011 года приняла участие в благотворительном шоу Красного Креста под названием «Джош Барнетт представляет: солнце вечно восходит». Вскоре после этого группа возглавила свой первый тур. В него вошли выступления Intronaut, Dead Letter Circus, Last Chance to Reason.
8 ноября 2011 года вышел второй альбом под названием Weightless.
28 ноября 2012 года стало известно, что группа начала работать над записью материала для третьего полноформатного релиза. В декабре было объявлено, что новый альбом выйдет на лейбле Sumerian Records. Альбом Parrhesia вышел 25 марта 2022 года.

## Дискография

### Студийные альбомы
- 2009 — Animals as Leaders[англ.]
- 2011 — Weightless[англ.]
- 2014 — The Joy of Motion[англ.]
- 2016 — The Madness Of Many[англ.]
- 2022 — Parrhesia

## Состав
Текущий состав
- Тосин Абаси — гитара (с 2007), бас-гитара (2008—2012)
- Хавьер Рейес — вторая гитара (с 2009), бас-гитара (с 2015)
- Мэтт Гарстка — ударные (с 2012)

Бывшие участники
- Чебон Литтлфилд — клавишные, эффекты, бас-гитара (2007—2008)
- Матт Халперн — ударные (2009)
- Нэвин Копервейс — ударные, клавишные (2009—2012)

Временная шкала